# Reteag, Bistrița-Năsăud
Reteag, mai demult Răteag (în maghiară Retteg, în germană Reckenteck, Reckentek, Reckendorf, Retteneck și în dialectul săsesc Râkntâk) este satul de reședință al comunei Petru Rareș din județul Bistrița-Năsăud, Transilvania, România.

## Istorie
- Exploatările de sare din Reteag sunt cunoscute din antichitate.[1].
- Satul este atestat documentar în anii 1332–1334, apărând în documentele timpului sub următoarele forme: Bettek, Retteg și Reteg. Unii consideră că numele vine de la cuvântul slav reteaz, retez, retezu=lanț de dealuri. Alții socotesc[2]cǎ numele vine de la cuvintele reth=rât, câmpie și hegy=deal, deoarece o parte a satului era așezatǎ pe deal și alta pe câmpie.
- În 1283 când e pomenit pentru prima oară în documentele scrise, Reteagul se afla sub stăpânirea bogatei familii Ratold, ceva mai târziu e stǎpânit de familia Losonczi și apoi, dupǎ 1310 de regele Ungariei Carol Robert care l-a învins pe Losonczi și i-a luat stǎpânirea împreunǎ cu domeniul Cetǎții Ciceului, domeniu din care va face parte și Reteagul, vreme de aproximativ 250 de ani.
- Reteagul apare de-a lungul secolelor în calitate de Posesio (1553),Oppidum (1405),Vàros (1585), (1615–1651), Mezővàros (1845) și pe o hartă topografică din 1857. N-a fost în realitate oraș, ci o localitate mai mare și mai importantă decât cele din jur și care a avut unele libertǎți în comparație cu celelalte așezări. Aici se întâlneau drumurile dinspre Cluj și Bistrița, dar și cele care veneau dinspre Târgu Lăpuș pe Valea Brezei și a Giurgeștiului și cel care venea dinspre Țibleș prin Târlișua, Spermezeu și Căian. Aici se întâlneau oameni veniți din toate părtile. În 1361 sunt amintiți negustorii din Reteag care alǎturi de cei din Dej trebuiau sǎ plǎteascǎ vamǎ la Bonțida,înainte de a intra în Cluj, iar din 1655 primește dreptul de a avea trei târguri de țarǎ pe an. Se plǎtea vamǎ la trecerea podului peste vale, apoi este amintitǎ Țidulǎria unde se făceau bilete pentru vite.
- Istoria Reteagului s-a desfǎșurat multǎ vreme în strânsă legătură cu Cetatea Ciceului,ridicată în apropiere, pe un deal înalt, la sfârșitul secolului al XIII-lea, dupǎ groaznica nǎvǎlire a tǎtarilor. Cetatea este pomenitǎ mai întâi în 1304, stǎpânitǎ de voievodul Transilvaniei și apoi de Regele Ungariei. Avea ziduri puternice de apărare și porți de intrare grele. Se pare că a avut cinci turnuri de apărare în cele cinci colțuri ale zidurilor. Domeniul Cetǎții cuprindea și satele din jur, între care și Reteagul. În 1489 Cetatea și domeniul său cu 40 de sate au ajuns sub stăpânirea lui Ștefan cel Mare și va rămâne sub stăpânirea Moldovei 75 de ani, sub urmașii săi, dintre care Petru-Rareș s-a îngrijit cel mai mult de cetate, mărindu-i domeniul la 62 de sate. La recensământul bunurilor de pe domeniul Cicelui din decembrie 1553, rezultă că din cele 53 de sate și un târg care alcǎtuiau domeniul Cetǎții, Reteagul era cel mai mare, având două mori din cele 6 ale domeniului și cel mai mare numǎr de locuitori, 126 cu 83 de porți, față de 32 de locuitori în medie pe întreg domeniul. Morile s-au păstrat în continuare la Reteag și erau puse în mișcare de roți hidraulice. În 1750 și 1845 erau trei mori, iar între cele două războaie mondiale au fost patru mori: două de apă și două cu motor. O moară de apă era pe Someș, o moară cu motor era la intrarea pe drumul către Giurgești, imediat pe dreapta, iar cealaltăcu motor, unde a trăit doctorul Deac, actuala poștă.
- În 1566 locuitorii maghiari ai satului se convertesc la Biserica Unitariană pentru ca în Secolul al XVII-lea să treacă la Calvinism.
- În 1704 haiducii lui Tiege au incendiat satul.
- Începând cu Secolul al XVIII-lea se stabilesc în sat și evrei.
- Din 1830 are si târg de săptămână, joia, iar de după primul război mondial, din 1926 i s-a mai adăugat un târg de țară. Cele patru târguri au denumirea zilelor importante din calendar, în apropierea cărora au fost stabilite datele zilelor de târg. În mai târgul Sânjorjului, în iulie târgul Sânpetrului, în octombrie cel al Sânmihaiului, în decembrie, cel al moșului. Târgul de țară dura 4–7 zile, în perioada dintre cele două războaie mondiale. În primele 2 zile se vindeau oi, în următoarele 2 vite mari și porci, urmǎtoarele erau pentru cai. Ultima zi era numitǎ "ziua târgului". Dupǎ al doilea rǎzboi mondial datele au rǎmas aceleași dar durata târgului de țară s-a redus la o zi și până în 1989 aveau loc numai duminica.
- În 1835 populația românească trece la Greco-Catolicism.
- În 1845 evreii din sat și-au construit o sinagogă de lemn, iar în 1873 au reconstruit-o din piatră.
- În 1886 se deschide prima farmacie din sat.
- Școala din Reteag este una dintre cele mai vechi de pe toată Valea Someșului. Prima e amintită în 1566 și funcționa pe lângă biserica reformată. Ea era întreținută de locuitorii satului care plăteau și pe învățător(care la început a fost pastorul reformat). Din secolul al XVIII-lea au fost pregătiți învățători iar pe la 1838 erau doi învățători. Învățătura s-a făcut în limba latină și mai apoi maghiară. De prin 1645 a funcționat o școală particulară în limba ebraică iar din 1850 pe lângă biserica românească a funcționat și o școală românească. Din 1875 școala maghiară devine de stat și tot de atunci a început să funcționeze o mică grădiniță aici dar regulamentul de organizare și funcționare a fost aprobat în 1893. După primul război mondial școala românească devine de stat și învățământul s-a dezvoltat în conformitate cu sistemul național al României.
- În 1890 Sije Fränkel ținea ședințe de Ieșiva la care se strângeau oameni din străinătate.
- Între 1898 și 1902 Ion Pop-Reteganul publica de 2 ori pe săptămână revista „Revista Ilustrată”.
- Pe finalul anilor '20 românii, care până atunci fuseseră Greco-Catolici, au trecut alături de preotul lor la ortodoxism și și-au construit o biserică nouă.
- Pe data de 6 Mai 1944 evreii din sat au fost adunați de regimul fascist al Ungariei (v. ||Dictatul de la Vena|| privind Transilvania de Nord) în ghetoul din Dej, de unde au fost trimiși pe vagoane de vite la Lagărul de concentrare Auschwitz.[3][4][5]
- Istoricul detaliat al satului din arhivele Bisericii Refromate în limba maghiară.

## Demografie
Componența etnică a satului Reteag(1910)
     Maghiari (49,57%)
     Români (42,62%)
     Romi (5,82%)
     Evrei (1,98%)
Componența etnică a satului Reteag(1941)
     Maghiari (58,31%)
     Români (30,68%)
     Romi (8,41%)
     Evrei (2,37%)
     Germani (0,03%)
Componența etnică a satului Reteag(2002)
     Români (56,7%)
     Romi (28,06%)
     Maghiari (15,23%)

### Prezent
La recensământul din 2002 satul avea 2790 de locuitori, dintre care s-au declarat: 1582 români, 783 țigani și 425 maghiari.

### Populația Istorică
- La recensământul din 1910 satul avea 2318 de locuitori, dintre care: 1149 maghiari, 988 români, 135 țigani și 46 evrei.
- La recensământul din 1941 satul avea 2780 de locuitori, dintre care: 1617 maghiari, 853 români, 243 țigani și 66 evrei și 1 sas.

## Date geografice
Pe teritoriul acestei localități se găsesc izvoare sărate, saramura fiind întrebuințată din vechi timpuri de către localnici.

## Atracții
- Biserica Reformată-Calvină, monument istoric construit în Secolul al XIII-lea în stil gotic.
- Biserica Romano-Catolică, construită în 1876.
- Casa memorială Ion Pop-Reteganul.

## Personalități
S-au născut la Reteag:
- În 1726 Miháltz István teolog iezuit.
- În 1853 Ion Pop-Reteganul, pedagog, prozator, publicist și folclorist.
- În 1867 Márk Lajos, pictor, grafic.

## Galerie de imagini

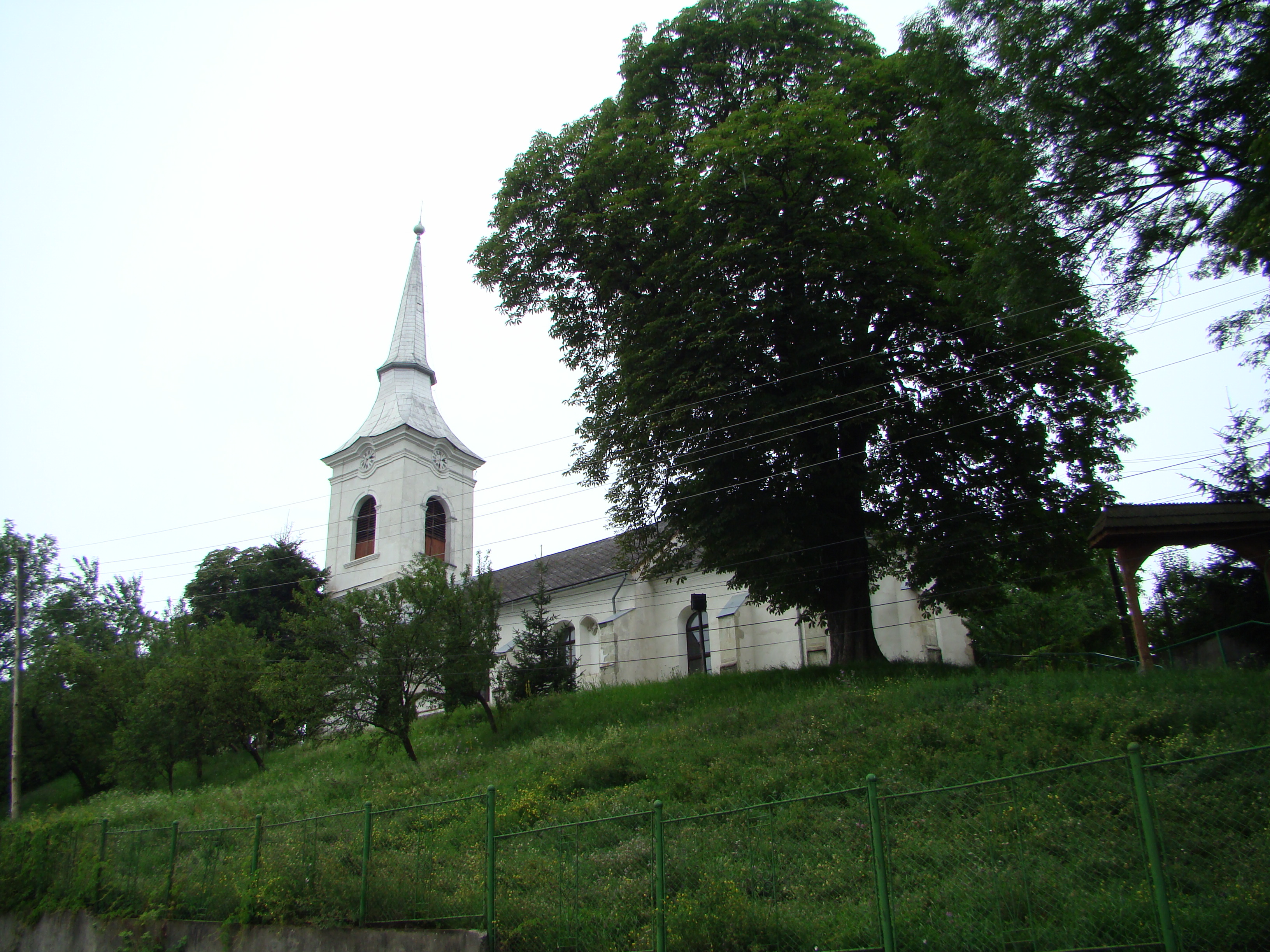
Grădina Bisericii Reformate
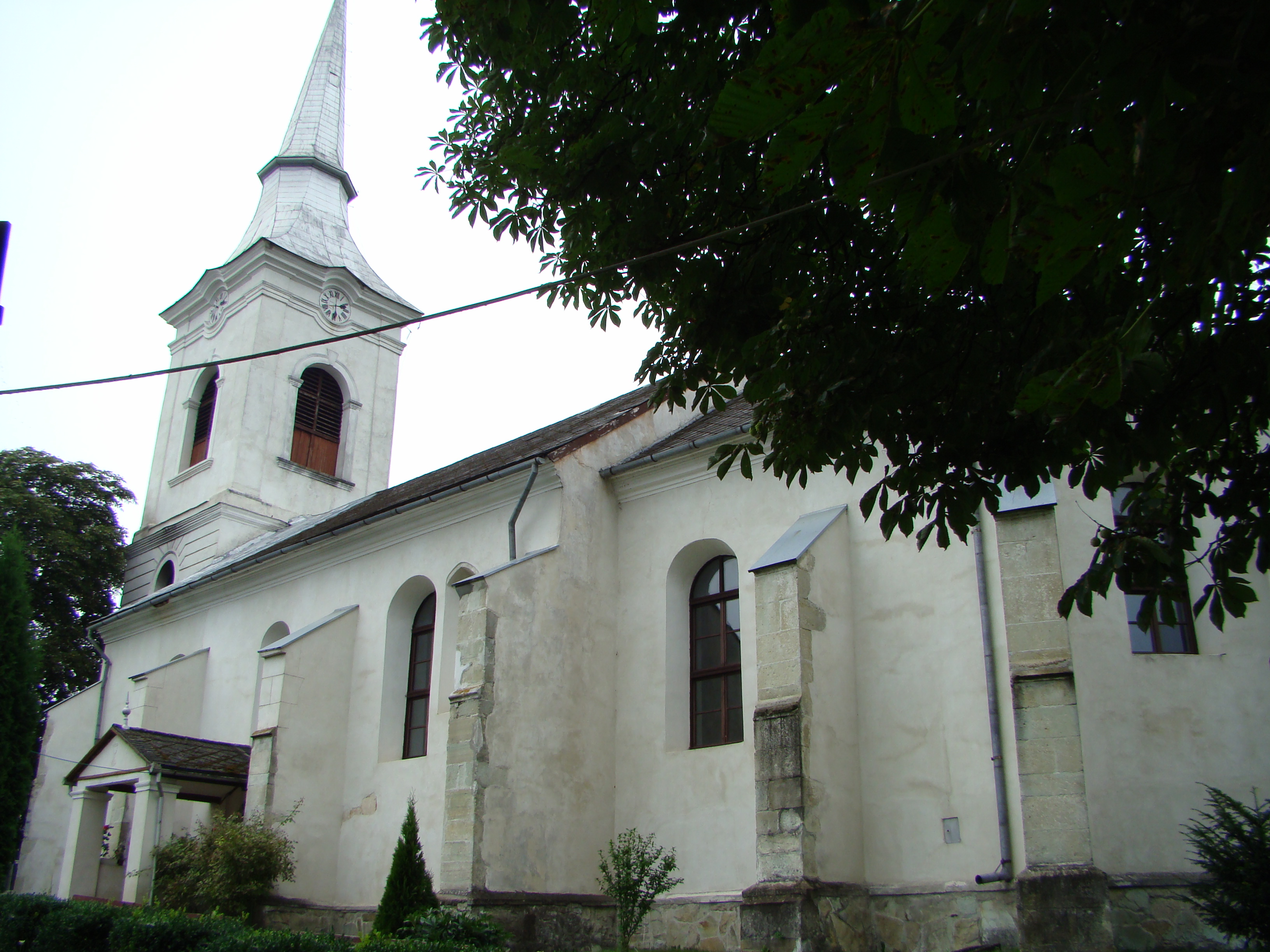
Biserica Reformată
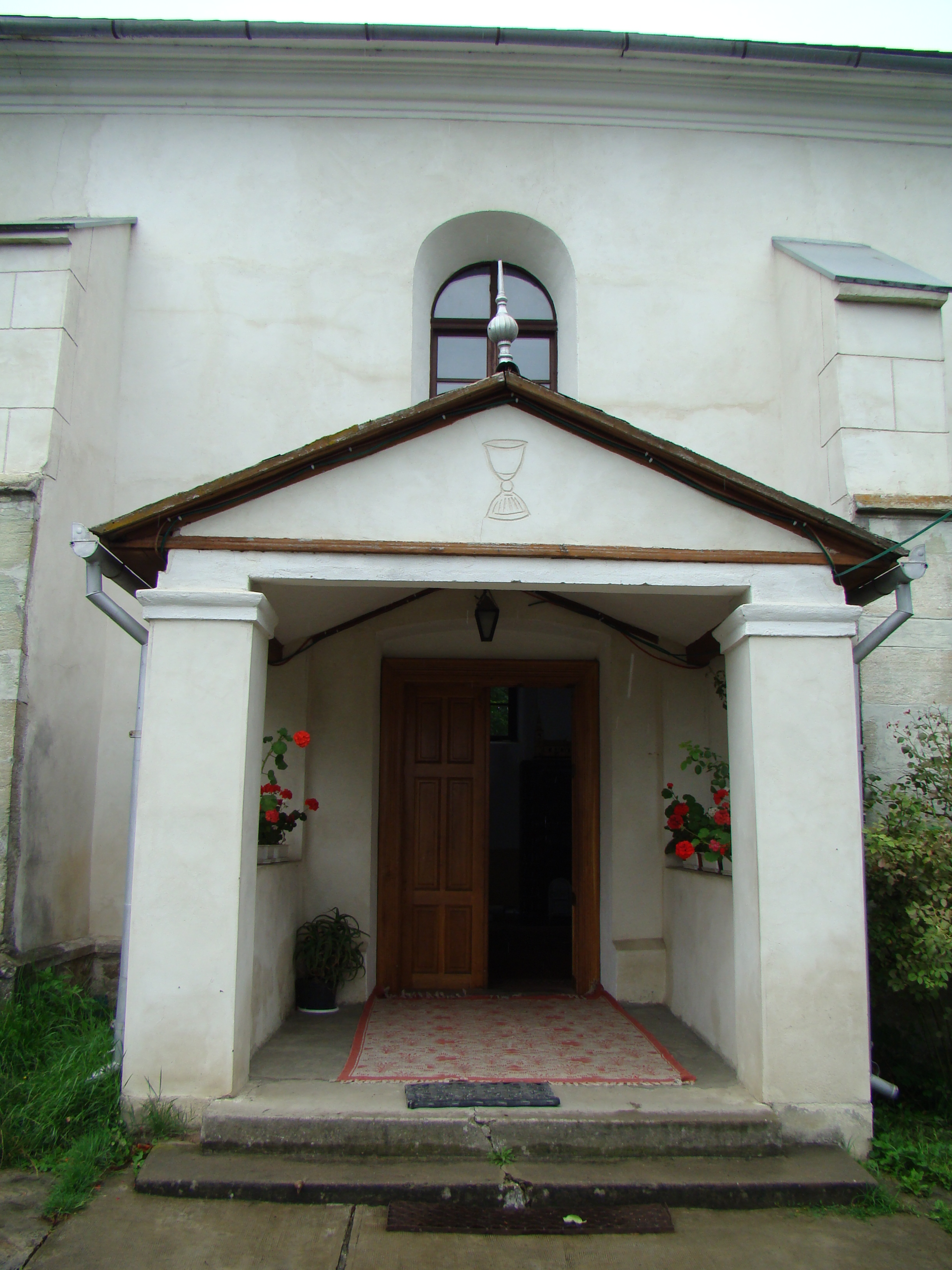
Intrarea în Biserica Reformată
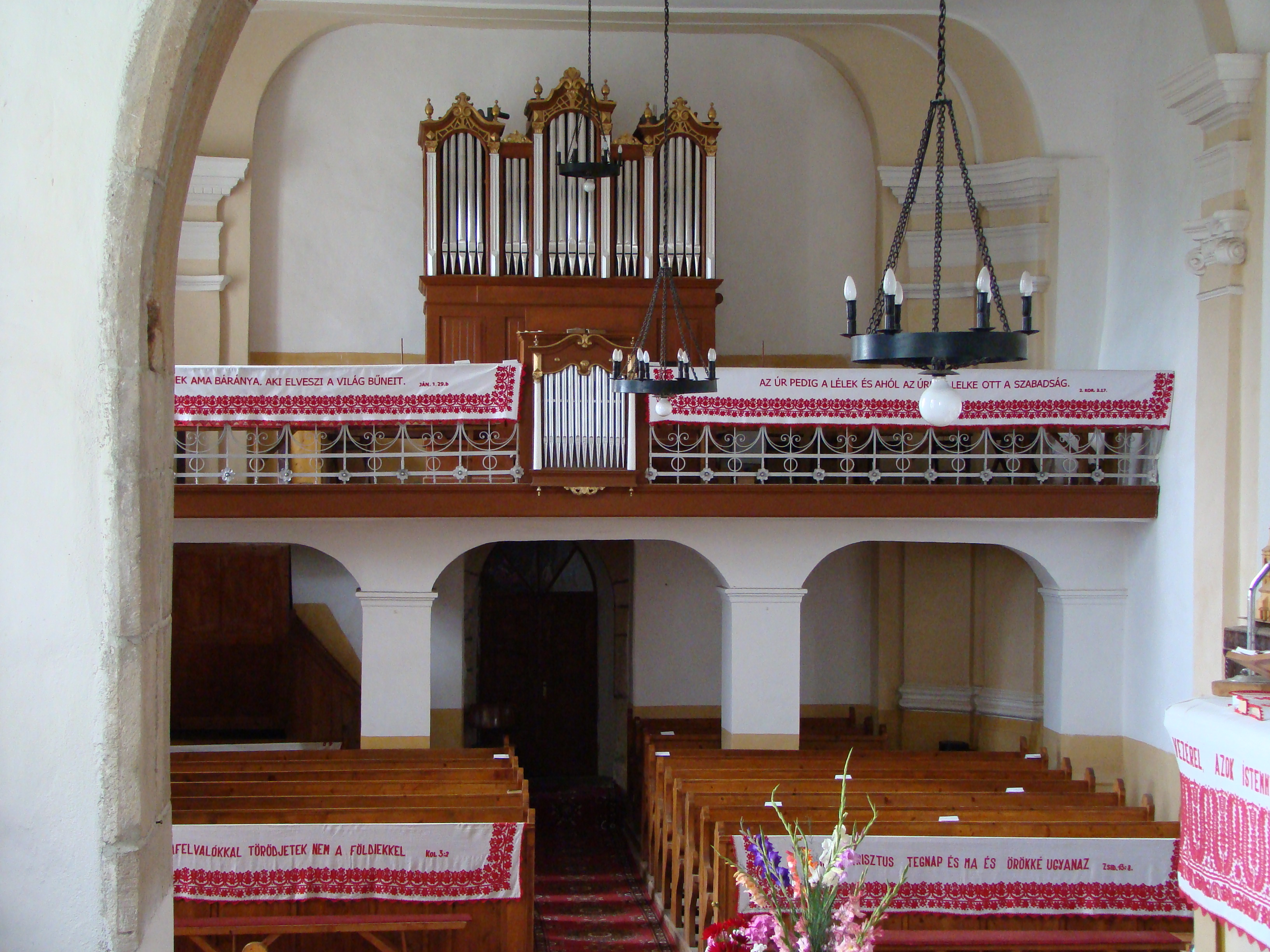
Interiorul Biserici Reformate
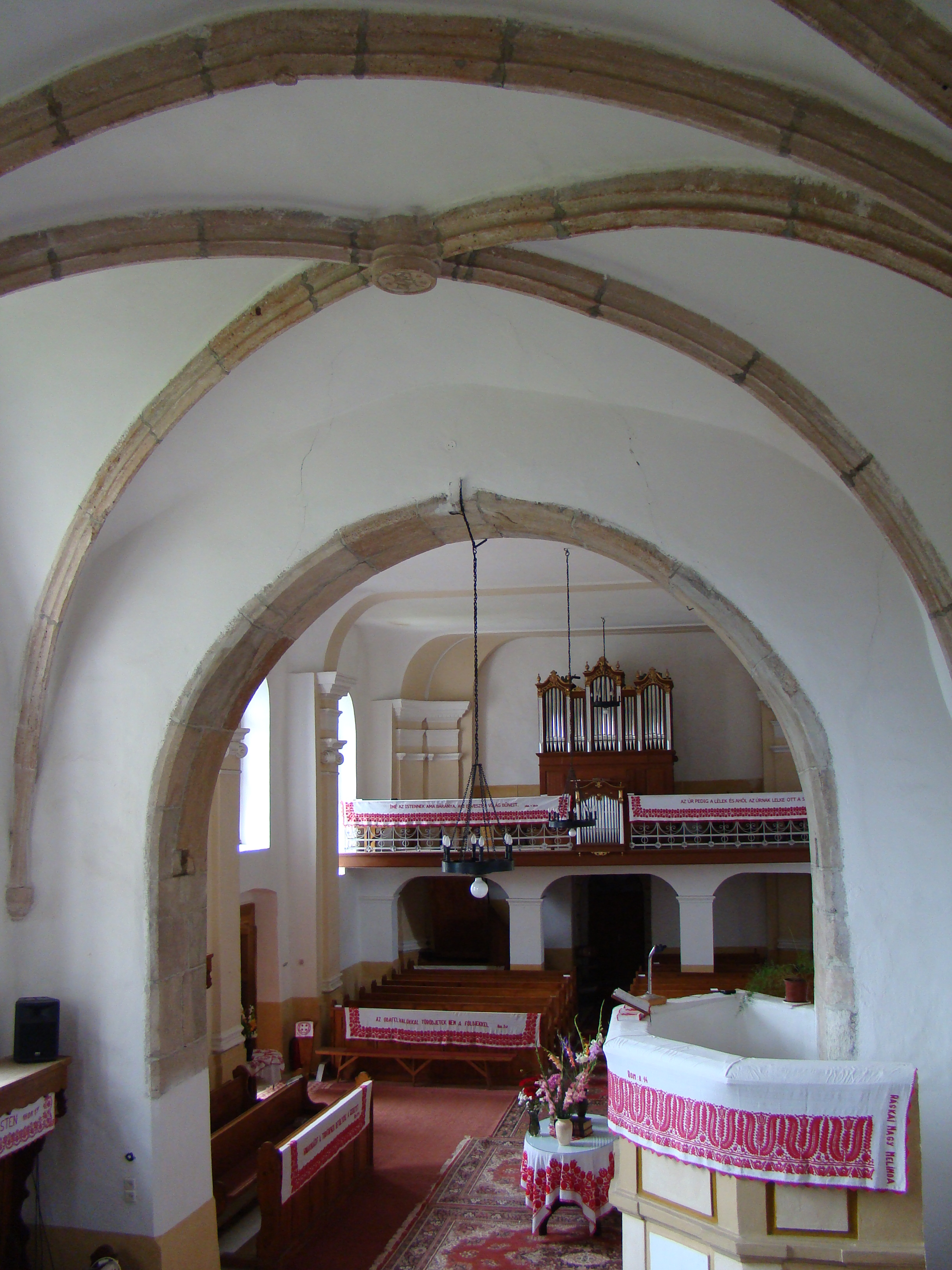
Interiorul Biserici Reformate
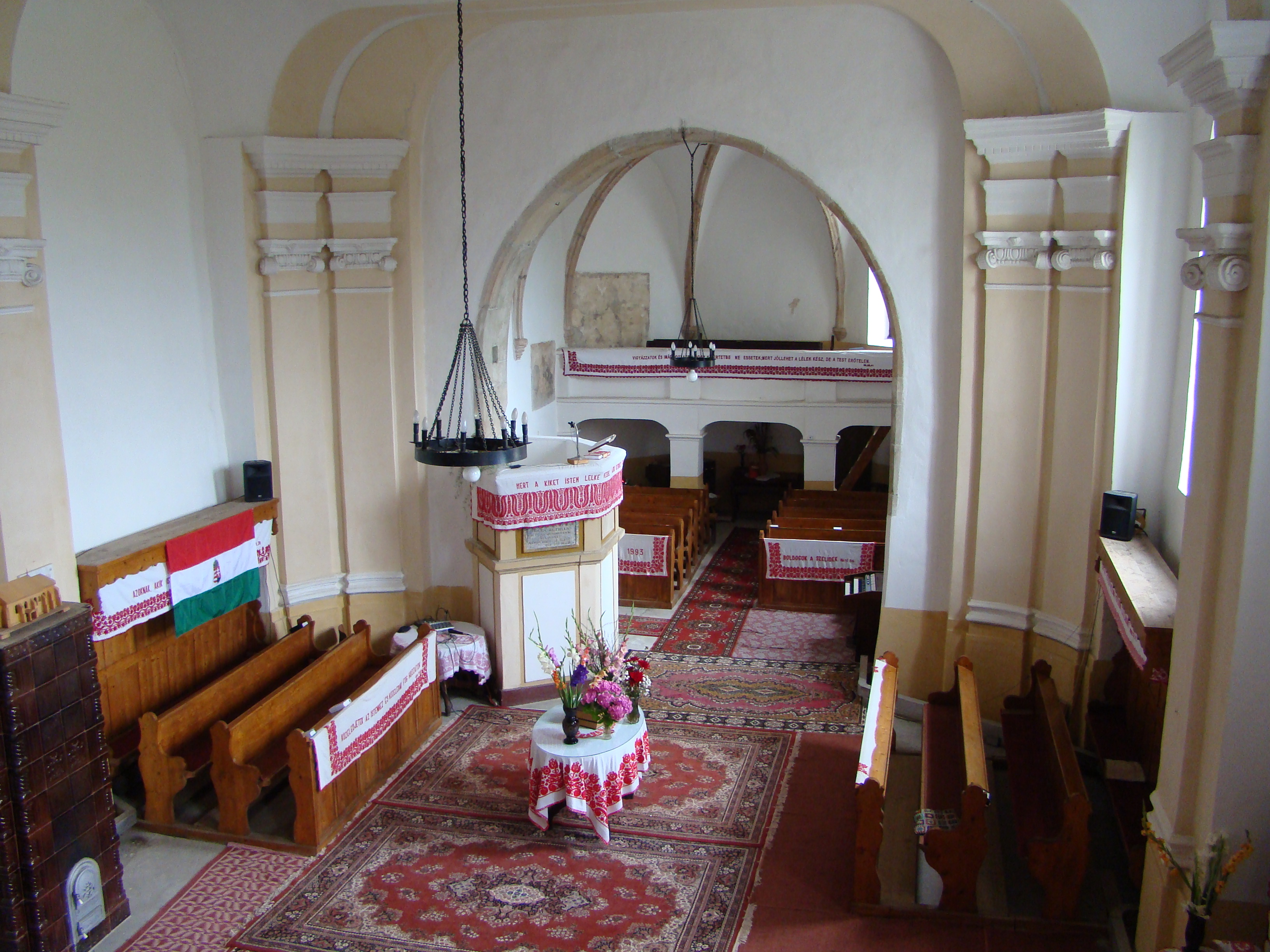
Interiorul Biserici Reformate
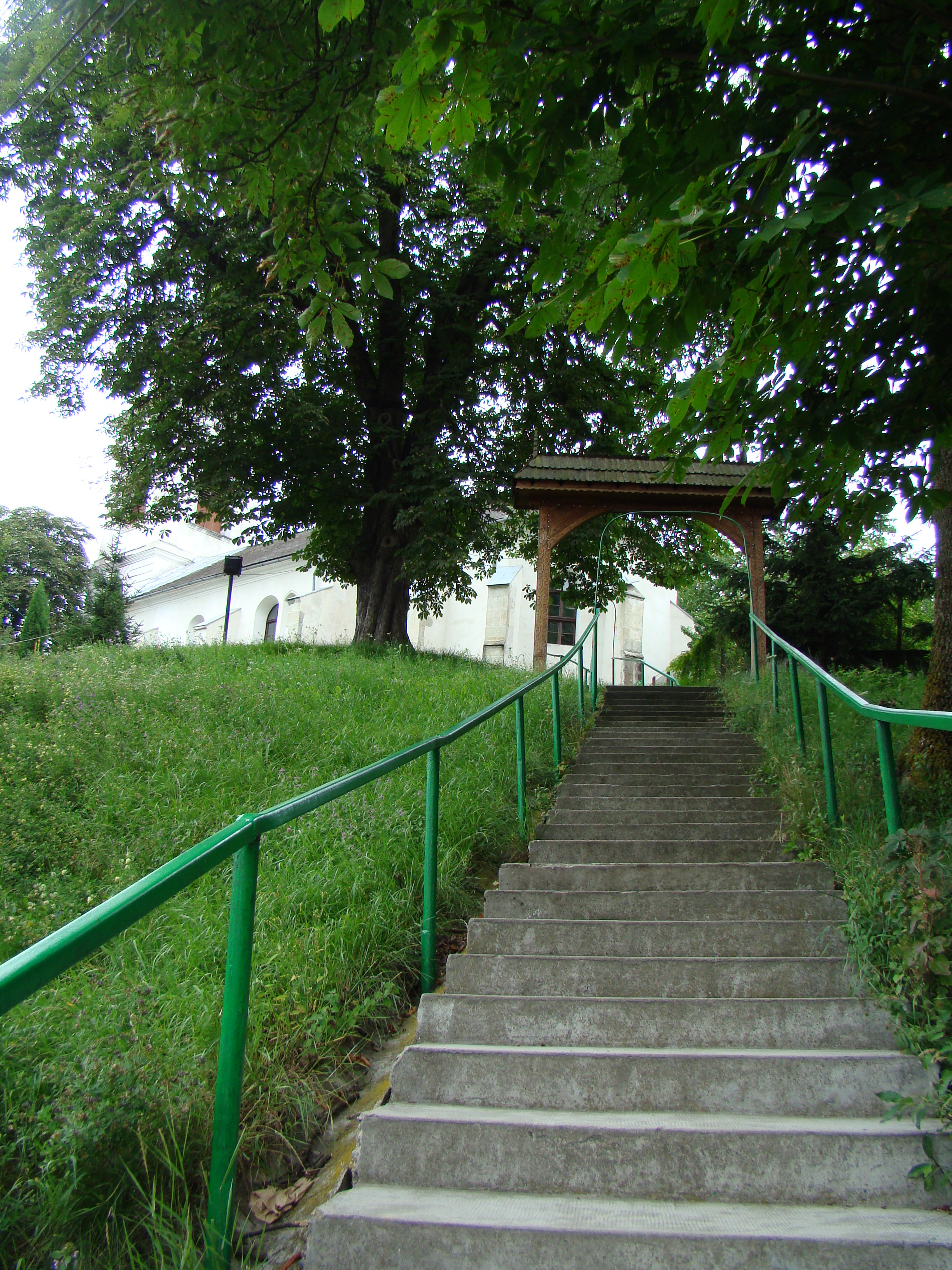
Treptele Biserici Reformate
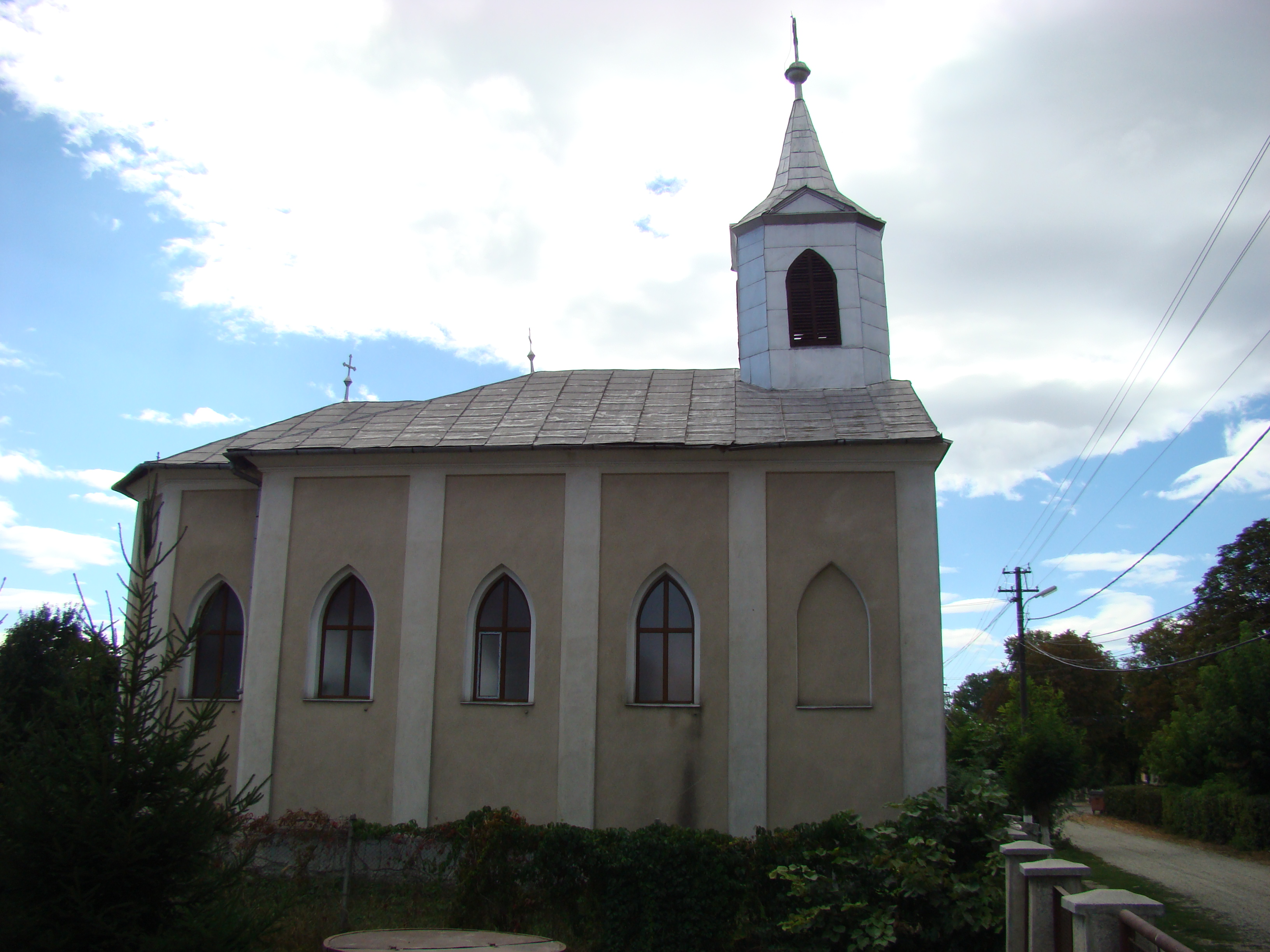
Biserica Romano-Catolică
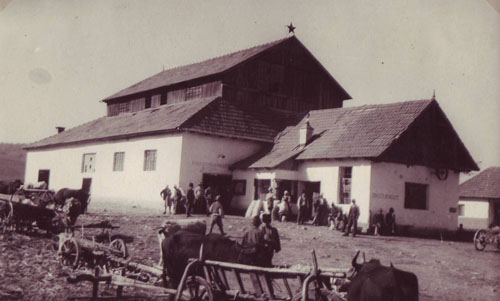
Moara nationalizata de regimul comunist din Reteag
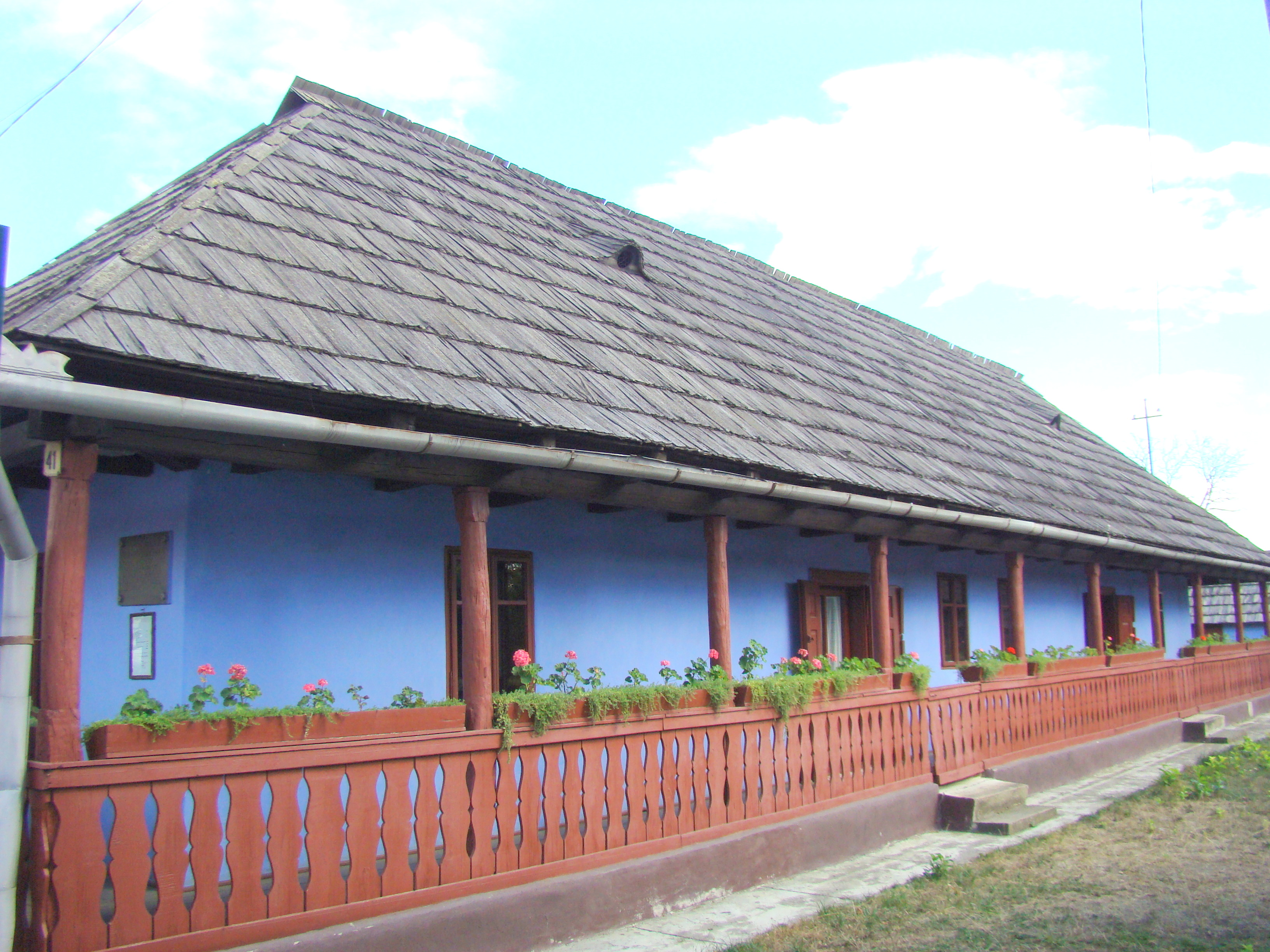
Casa memorială „Ion Pop Reteganul”.